# Arriari
Arriari je rijeka u Kolumbiji, pritoka rijeke Guaviare. Pripada porječju rijeke Orinoco.